# ホセ・マリア・オラサバル
ホセ・マリア・オラサバル・マンテローラ（José Maria Olazábal Manterola, 1966年2月5日 - ）は、スペイン・バスク州ギプスコア県オンダリビア出身のプロゴルファーである。1994年と1999年の2度、マスターズで優勝した。ヨーロピアンツアーで通算21勝、アメリカPGAツアーでマスターズを含む6勝を挙げ、日本でも1989年と1990年の「三井住友VISA太平洋マスターズ」で大会2連覇を記録している。身長178cm、体重78kg。独身。

## 来歴
1985年にプロ入り。1986年に「エベル・ヨーロピアン・マスターズ・スイス・オープン」でヨーロピアンツアー初優勝。1987年にアメリカ代表チームとヨーロッパ選抜チームによる団体戦「ライダーカップ」で、ヨーロッパ選抜代表選手に初選出される。アメリカPGAツアーでの初優勝は、1990年の「NECワールドシリーズ・オブ・ゴルフ」であった。1994年のマスターズでメジャー大会初優勝を飾り、スペイン人のゴルファーとしてセベ・バレステロス（1980年＆1983年の2度優勝）以来のマスターズ優勝者となった。この年は「NECワールドシリーズ・オブ・ゴルフ」でも4年ぶり2度目の優勝がある。
ところが1995年の後半から足の病気を患い、ライダーカップの出場辞退を余儀なくされる。オラサバルは「リウマチ性多発関節炎」と診断され、1996年のシーズンは全くプレーできなかった。その闘病期間中は歩行も困難な状態で、ほとんど寝たきり同然の生活だったという。1997年3月初頭の「ドバイ・デザート・クラシック」で18ヶ月ぶりに復帰し、3月23日に「ツレスパナ・マスターズ・オープン・ド・カナリア」（Turespana Masters Open de Canarias）で復活優勝を飾った。1999年のマスターズで、オラサバルはデービス・ラブ3世とグレグ・ノーマンの追撃を振り切って5年ぶり2度目の優勝を飾る。歩行困難な時期もあった闘病生活を克服しての復活優勝だった。アメリカツアーでは、2002年の「ビュイック招待」で6勝目を挙げている。
2005年の全英オープンで、オラサバルは繰り上げから出場資格を獲得し、予選ラウンドの2日間と最終日をタイガー・ウッズと一緒に回った。（ウッズは3日目だけコリン・モンゴメリーが同伴競技者だった。）オラサバルは 8 アンダーパー（-8, 280ストローク）で3位タイに終わり、ウッズの「ダブル・グランドスラム」達成に立ち会うことになった。その後欧州PGAツアーで3年ぶりの優勝を果たし、10月に地元スペインの「マヨルカ・クラシック」を制した。2006年のマスターズで3位タイに入った後、再び故障に悩まされ、最近は満足にツアー大会出場をこなせない年月が続いているという。
日本ゴルフツアー主催のトーナメントでも、1989年と1990年の「VISA太平洋クラブマスターズ」で大会2連覇を達成している。
オラサバルは長年にわたり、スペイン国内にある多数のゴルフコースの設計も手がけてきた。2004年のEMCワールドカップ会場として使用されたセビリアの「リアル・クラブ・ド・ゴルフ」（Real Club de Golf de Seville）は、オラサバルが設計したコースである。
2009年の世界ゴルフ殿堂入り（国際部門）が決定している。2013年にはライダーカップで欧州チームの優勝を貢献したことにより、アストゥリアス皇太子賞のスポーツ部門を受賞した。

## プロ優勝 (30)

### 欧州ツアー優勝 (23)
| Legend                   |
| Major championships (2)  |
| Other European Tour (21) |

| No. | Date        | Tournament                         | 優勝スコア            | 2位との差 | 2位(タイ)                                                          |
| --- | ----------- | ---------------------------------- | --------------------- | --------- | ------------------------------------------------------------------ |
| 1   | 7 Sep 1986  | Ebel European Masters Swiss Open   | −26 (64-66-66-66=262) | 3打差     | アンダース・フォースブランド                                       |
| 2   | 12 Oct 1986 | 三洋オープン                       | −15 (69-68-69-67=273) | 3 strokes | ホワード・クラーク                                                 |
| 3   | 19 Jun 1988 | ボルボ・ベルギーオープン           | −15 (67-69-64-68=269) | 4 strokes | マイク・スミス                                                     |
| 4   | 25 Sep 1988 | ジャーマン・マスターズ             | −9 (69-72-70-68=279)  | 2 strokes | アンダース・フォースブランド, デス・スマイス                       |
| 5   | 26 Feb 1989 | Tenerife Open                      | −13 (69-68-68-70=275) | 3 strokes | ホセ・マリア・カニザレス                                           |
| 6   | 30 Jul 1989 | KLM Dutch Open                     | −11 (67-66-68-76=277) | Playoff   | ロジャー・チャップマン, Ronan Rafferty                             |
| 7   | 7 May 1990  | Benson & Hedges International Open | −9 (69-68-69-73=279)  | 1 stroke  | イアン・ウーズナム                                                 |
| 8   | 24 Jun 1990 | Carroll's Irish Open               | −6 (67-72-71-72=282)  | 3 strokes | マーク・カルカベッキア, フランク・ノビロ                           |
| 9   | 16 Sep 1990 | トロフィー・ランコム               | −11 (68-66-70-65=269) | 1 stroke  | コリン・モンゴメリー                                               |
| 10  | 17 Mar 1991 | Open Catalonia                     | −17 (66-68-64-73=271) | 6 strokes | David Feherty                                                      |
| 11  | 22 Sep 1991 | Epson Grand Prix of Europe         | −19 (64-68-67-66=265) | 9 strokes | マーク・ジェームス                                                 |
| 12  | 23 Feb 1992 | Turespana Open de Tenerife         | −20 (71-68-66-63=268) | 5 strokes | ミゲル・アンヘル・マーティン                                       |
| 13  | 1 Mar 1992  | Open Mediterrania                  | −12 (68-71-69-68=276) | 2 strokes | ホセ・リベロ                                                       |
| 14  | 6 Mar 1994  | Turespana Open Mediterrania        | −12 (70-65-71-70=276) | Playoff   | ポール・マッギンリー                                               |
| 15  | 10 Apr 1994 | マスターズ・トーナメント           | −9 (74-67-69-69=279)  | 2 strokes | トム・レーマン                                                     |
| 16  | 30 May 1994 | Volvo PGA Championship             | −17 (67-68-71-65=271) | 1 stroke  | アーニー・エルス                                                   |
| 17  | 23 Mar 1997 | Turespana Masters Open de Canarias | −20 (70-67-68-67=272) | 2 strokes | リー・ウエストウッド                                               |
| 18  | 1 Mar 1998  | ドバイ・デザート・クラシック       | −19 (69-67-65-68=269) | 3 strokes | ステーヴン・アラン                                                 |
| 19  | 11 Apr 1999 | マスターズ                         | −8 (70-66-73-71=280)  | 2 strokes | デービス・ラブ3世                                                  |
| 20  | 14 May 2000 | Benson & Hedges International Open | −13 (75-68-66-66=275) | 3 strokes | フィリップ・プライス                                               |
| 21  | 6 May 2001  | オープン・ド・フランス             | −12 (66-69-66-67=268) | 2 strokes | ポール・アールズ, コスタンティオ・ロッカ, グレッグ・ターナー       |
| 22  | 2 Dec 2001  | Omega Hong Kong Open               | −22 (65-69-64-64=262) | 1 stroke  | ヘンリク・ビヨルンスタ                                             |
| 23  | 23 Oct 2005 | Mallorca Classic                   | −10 (69-65-70-66=270) | 5 strokes | ポール・ブロードハースト, セルヒオ・ガルシア, ホセ・マヌエル・ララ |

### PGAツアー (6)
| Legend                  |
| Major championships (2) |
| Other PGA Tour (4)      |

| No. | Date        | Tournament                        | 優勝スコア            | 2位との差  | 2位(タイ)                                                |
| --- | ----------- | --------------------------------- | --------------------- | ---------- | -------------------------------------------------------- |
| 1   | 26 Aug 1990 | NECワールドシリーズ・オブ・ゴルフ | −18 (61-67-67-67=262) | 12 strokes | ラニー・ワドキンス                                       |
| 2   | 18 Aug 1991 | ザ・インターナショナル            | 10 points (5-6-8-10)  | 3 points   | イアン・ベーカーフィンチ, スコット・ガンプ, ボブ・ローア |
| 3   | 10 Apr 1994 | マスターズ・トーナメント          | −9 (74-67-69-69=279)  | 2 strokes  | トム・レーマン                                           |
| 4   | 28 Aug 1994 | NECワールドシリーズ・オブ・ゴルフ | −19 (66-67-69-67=269) | 1 stroke   | スコット・ホーク                                         |
| 5   | 11 Apr 1999 | マスターズ                        | −8 (70-66-73-71=280)  | 2 strokes  | デービス・ラブ3世                                        |
| 6   | 10 Feb 2002 | Buick Invitational                | −13 (71-72-67-65=275) | 1 stroke   | J.L.ルイス, マーク・オメーラ                             |

### 日本ツアー (2)
- 1989 VISA太平洋マスターズ
- 1990 VISA太平洋マスターズ

### その他 (1)
- 1995 Tournoi Perrier de Paris (with セベ・バレステロス)